# 2MASS J11023375-2359464
2MASS J11023375-2359464 ist ein Brauner Zwerg im Sternbild Becher. Er wurde 2000 von J. Davy Kirkpatrick et al. entdeckt. Er gehört der Spektralklasse L4,5 an.